# 蔷薇真鲨
蔷薇真鲨（学名：Carcharhinus brevipinna），又名短鰭真鯊、薔薇白眼鮫、大沙，为軟骨魚綱真鯊目真鲨科真鲨属的鱼类，被IUCN列為易危保育類動物。約翰內斯·彼得·穆勒(Johannes Peter Müller) 和弗里德里希·古斯塔夫·雅各布·亨利(Friedrich Gustav Jakob Henle) 在其1839年的Systematische Beschreibung der Plagiostomen 中，根據在爪哇島採集的79公分長標本，最初將本魚種命名為Carcharias brevipinna。該物種隨後被移至Aprion、Squalus和Aprionodon屬，最後被歸類為Carcharhinus屬。該物種的牙齒形狀和顏色隨著年齡和地理區域的不同而顯著變化，這造成了許多分類學上的混亂。

## 分布
本魚分布於世界三大洋熱帶至溫帶海域，在西大西洋，從美國北卡羅萊納州到墨西哥灣北部，包括巴哈馬和古巴，以及從巴西南部到阿根廷；東大西洋，從北非至納米比亞；印度洋，從南非和馬達加斯加到紅海和亞丁灣、印度到爪哇島和蘇門答臘島；西太平洋，包括日本、台灣、越南、澳大利亞及菲律賓等地，深度0至100公尺。该物种的模式产地在爪哇。

## 特徵
本魚有細長的流線型身體和獨特的長而尖的鼻子。眼睛小而圓。嘴角處出現明顯、向前的皺紋。上顎牙齒15-18列、下顎牙齒14-17列，牙齒有長而窄的中央尖頭，上顎有細鋸齒，下顎光滑，五對鰓縫很長，具有2個背鰭，第一背鰭中等大小，通常起自胸鰭尖端後方，第二背鰭小，起點稍後於臀鰭起點，第一和第二背鰭之間不存在脊。胸鰭短窄且呈鐮刀形。體上部灰色，有時帶有青銅光澤，下部是白色，在側邊上具有一個顯著的白色條紋。在較大的個體中，第二背鰭、胸鰭、臀鰭和尾鰭下葉的尖端是黑色，體長可達3公尺，體重可達89.7公斤，壽命可達16年。

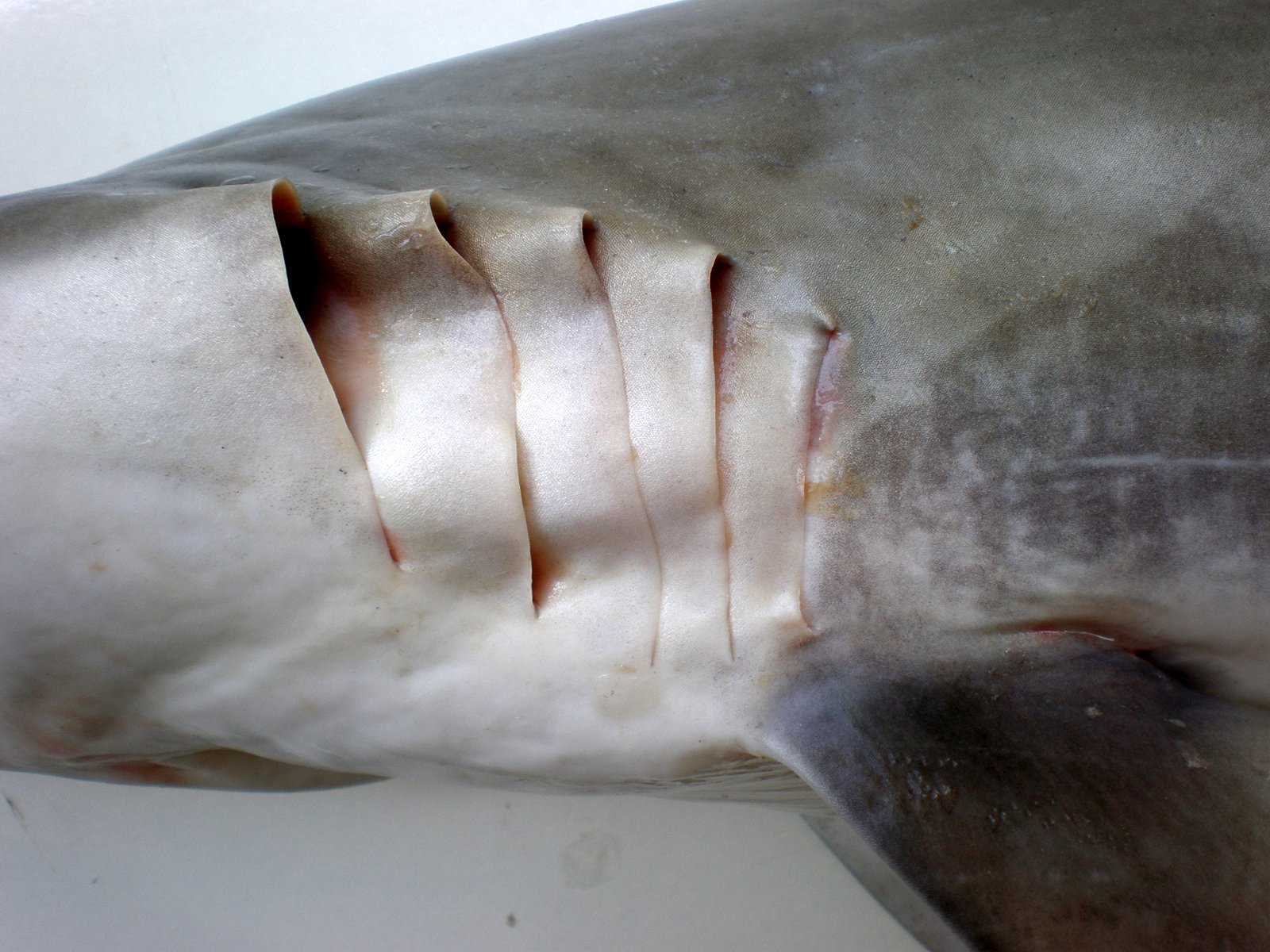
鰓裂(Gill slits)
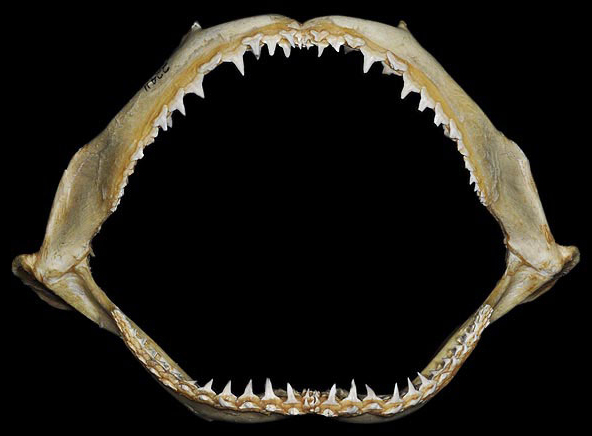
上下顎
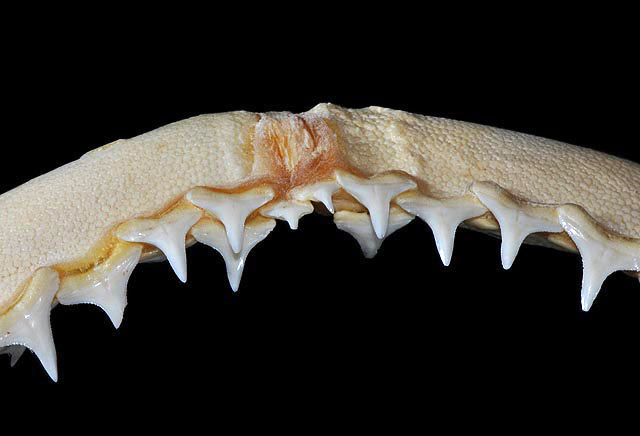
上排牙齒
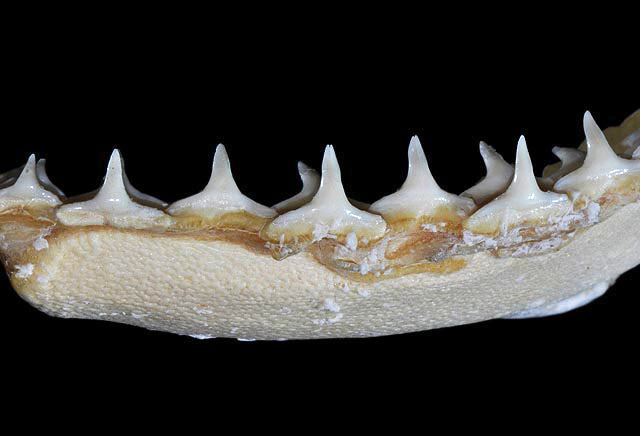
下排牙齒

## 生態
本魚棲息於大陸棚與島嶼棚從岸邊到外海，成群活動，屬肉食性，以硬骨魚類、頭足類及小型鯊魚，在獵食時會垂直衝過魚群，張開嘴繞軸旋轉，向四周猛咬，這種螺旋式的動作時常會騰出水面，故該魚種英文俗名也稱做「飛旋鯊」(Spinner shark)。西北大西洋的族群具有遷徙性，在春季和夏季出現在溫暖的近海水域，冬季向南移動到更深的水域。胎生，雌魚每隔一年產下3至20尾幼魚，繁殖期在早春到夏季，北非海域在八月，南非海域為四月至五月，大西洋西北部為三月至四月。

## 經濟利用
經濟價值高，通常以延繩釣、拖網捕獲，魚肉和魚鰭可食用，肝臟用於製作魚肝油，魚皮可製成皮革品，美國西北大西洋和墨西哥灣商業鯊魚漁業的重要漁獲物。